# Річард Райдер
Річард Худ Джек Дадлі Райдер (англ. Richard Hood Jack Dudley Ryder), відомий як Річард Д. Райдер ( 1940) — британський психолог, привернув увагу громадськості в 1969 році, коли став активно виступати проти проведення тестів на тваринах.

## Життєпис
Був обраний головою Королівського товариства запобігання жорстокості щодо тварин, президентом Британської ліберально-демократичної групи захисту тварин, є консультантом парламентського політичного лобі на захист тварин. Випускник Кембриджського університету, доктор філософії, професор Фонду Меллона в університеті Тьюлейн, Новий Орлеан.
Автор нашумілої книги на захист тварин «Жертви науки» (1975). Р. Райдер є автором терміна «спесіцизм» (англ. speciesism), що означає расизм щодо інших видів тварин, видовий расизм. Свою нинішню позицію щодо морального статусу тварин він називає «пейнізмом» (англ. pianism). Цей термін він запропонував у 1985 році, доводячи, що всі живі істоти повинні мати права. Пейнізм можна розглядати як третю позицію поряд з утилітарною точкою зору Пітера Сінгера та деонтологічним трактуванням прав Тома Рігана. Така позиція поєднує в собі утилітарну точку зору, де моральний статус виникає із властивості відчувати біль, із забороною використовувати інших (і їх права) для досягнення власних цілей.
Райдер критикує утилітарну ідею про те, що експлуатація інших може бути виправдана, якщо є загальний виграш в отриманні задоволення. Р. Райдер є автором книги «Пейнізм: сучасна моральність» (2003) і брав участь у впливовому виданні «Людина і мораль: розслідування жорстокого поводження з тваринами» (1972) за редакцією Р. і С. Годловичів і Дж. Харріса.

## Вибрані публікації
- (1970). Speciesism, privately printed leaflet, Oxford.
- (1971). "Experiments on Animals, " in Stanley and Roslind Godlovitch and John Harris. Animals, Men and Morals. Grove Press, Inc.
- (1974). Speciesism: The Ethics of Vivisection. Scottish Society for the Prevention of Vivisection.
- (1975). Victims of Science: The Use of Animals in Research. Davis-Poynter Ltd.
- with W. Lane-Petter et al (September 1976). «The Ethics of Animal Experimentation» [Архівовано 21 жовтня 2015 у Wayback Machine.], Journal of Medical Ethics. Vol. 2, No. 3, pp. 118—126.
- with David Paterson (eds.) (1979). Animals' Rights — A Symposium. Centaur Press Ltd.
- (1989). Animal Revolution: Changing Attitudes Towards Speciesism. McFarland & Co Inc.
- (ed.) (1992). Animal Welfare and the Environment. Gerald Duckworth & Co Ltd, in association with the RSPCA
- (1991). "Animal Experimentation: Sentientism, " The Psychologist, vol 4, 1991.
- (1992). "Painism: Ethics, Animal Rights and Environmentalism, " UWCC Centre for Applied Ethics.
- (ed.) (1992). The Duty of Mercy by Humphrey Primatt (first published 1776). Open Gate Press.
- (1998). The Political Animal: The Conquest of Speciesism. McFarland & Co Inc.
- (2001). Painism. A Modern Morality. Open Gate Press.
- (2005). The Calcrafts of Rempstone Hall: The Intriguing History of a Dorset Dynasty. Halsgrove.
- (2006). Putting Morality Back into Politics. Imprint Academic.
- (2009). Nelson, Hitler and Diana: Studies in Trauma and Celebrity. Imprint Academic.
- (2009). «Painism versus Utilitarianism» [Архівовано 6 листопада 2013 у Wayback Machine.], Think, vol 8, pp 85-89.
- (2011). Speciesism, Painism and Happiness. Imprint Academic.

## Ресурси Інтернету
- Офіційний сайт
- Selection of writings by Ryder [Архівовано 9 жовтня 2007 у Wayback Machine.] on animal rights
- Belshaw, Christopher (21 July 2011). «Speciesism, Painism and Happiness: A Morality for the Twenty-First Century», Times Higher Education.
- Dawkins, Richard (10 September 1979). "Brute Beasts, " New Statesman (review of Animals' Rights — A Symposium).
- Hull, David L. (March 1991). «Review. Animal Revolution: Changing Attitudes Toward Speciesism» [Архівовано 4 березня 2016 у Wayback Machine.], The Quarterly Review of Biology Vol. 66, No. 1, pp. 69-71.
- Mitra Amit (31 March 1993). «Barbarism to animals has a hoary pedigree» [Архівовано 25 лютого 2014 у Wayback Machine.], Down to Earth.
- Ryder Richard D. (8 August 1995). «Obituary: Brigid Brophy», The Independent.
- Ryder Richard D. (15 November 1995). «Letter: Philosophising about the rights of animals», The Independent.
- Ryder Richard D. (21 June 2001). «Letter: RSPCA and the hunt», The Independent.
- Website von Richard Ryder [Архівовано 31 грудня 2013 у Wayback Machine.]
- Auswahl englischsprachiger Texte Ryders [Архівовано 9 жовтня 2007 у Wayback Machine.]
- Aufzeichnung [Архівовано 27 липня 2021 у Wayback Machine.] einer Keynote von Ryder in Exeter (UK) am 10. März 2012 auf der Konferenz Critical Perspectives on Animals in Society [Архівовано 27 липня 2021 у Wayback Machine.]